# Nationale Armutskonferenz
Die Nationale Armutskonferenz (nak) ist ein Zusammenschluss der deutschen Spitzenverbände der Freien Wohlfahrtspflege mit deutschlandweit tätigen Fachverbänden und Selbsthilfeorganisationen sowie dem Deutschen Gewerkschaftsbund. Ziel ist die Bekämpfung der Armut in Deutschland. Die Nationale Armutskonferenz wurde im Herbst 1991 gegründet und ist die deutsche Sektion des European Anti Poverty Network (EAPN, Europäisches Armutsnetzwerk).

## Selbstverständnis und Tätigkeit
Die nak versteht sich als überwiegend im Bereich des politischen Lobbyismus und der Öffentlichkeitsarbeit tätiger Verbund. Sie arbeitet z. B. im Beirat zum Armuts- und Reichtumsbericht der Bundesregierung mit, hat mit anderen Organisationen eine nationale Sensibilisierungskampagne (NAPsens) zum Armutsthema mit angestoßen und beteiligt sich an der Kampagne ForTeil (Forum Teilhabe). Die nak erarbeitet in Fachtagungen sogenannte „Sozialpolitischen Bilanzen“ zu Teilgebieten des Armutsthemas wie Kinderarmut, Armut und Gesundheit oder Soziokulturelles Existenzminimum (Hartz IV) und verbreitet sie in Pressekonferenzen (mehrfach auch in der Bundespressekonferenz). Außerdem gibt sie Stellungnahmen ab zu aktuellen gesellschaftlichen Debatten und Politikvorhaben. Auf europäischer Ebene arbeitet sie mit bei sozialpolitischen Veranstaltungen der Europäischen Kommission, wie dem Sozialpolitischen Forum und durch Beteiligung an Konferenzen und Seminaren des internationalen Netzwerks EAPN. Die Zusammenarbeit in der nak setzt sich auf Länder-, Kreis- und Ortsebene fort. So existieren bereits sieben Landesarmutskonferenzen (Saarland, Niedersachsen, Berlin, Baden-Württemberg, Brandenburg, Mecklenburg-Vorpommern und Sachsen) und weitere regionale Bündnisse.
Auf der europäischen Ebene (EAPN) wirkt die nak in deren Arbeitsgruppen (Task Forces) mit gegen soziale Ausgrenzung (NAPincl.), zur Strukturfondpolitik, Beschäftigungspolitik (befasst sich mit den Maßnahmen, die in den Leitlinien der Europäischen Union zur Beschäftigungspolitik enthalten sind) und zu den EU-Erweiterungen. In die Generalversammlungen der EAPN werden acht deutsche Delegierte entsandt. Eine Partnerorganisation im deutschsprachigen Ausland ist das österreichische Armutsnetzwerk Die Armutskonferenz.

## Treffen der Menschen mit Armutserfahrungen
Die Nationalen Armutskonferenz (nak) organisiert seit 2006 jährlich Treffen der Menschen mit Armutserfahrung (TMA). 
Die Treffen sind eine Plattform für Austausch und Vernetzung und fördern die politische Teilhabe von armutserfahrenen Menschen. Sie haben das Ziel, die Perspektiven von Menschen mit Armutserfahrung in den Mittelpunkt zu stellen und in verschiedenen Formaten wie Workshops, Podiumsdiskussionen und Gesprächen mit Politikern zu diskutieren. Themen wie Arm trotz Arbeit, Existenzsicherung von Kindern, Altersarmut sowie Gesundheit und Armut werden dabei behandelt. 
Das erste  Treffen dieser Art fand im November 2006 in Hildesheim statt und in den folgenden Jahren an wechselnden Orten. Seit 2017 finden die Treffen - mit einer Unterbrechung während der Covid-19-Pandemie - ausschließlich in Berlin statt.

## Struktur
Die Nationale Armutskonferenz wurde im Herbst 1991 gegründet.

### Leitung
Die Leitung der Nationalen Armutskonferenz besteht aus dem Sprecher und dem Geschäftsführer. Sie werden von einer der Mitgliedsorganisationen für eine Wahlperiode gestellt. Dezember 2018 übernimmt die Arbeiterwohlfahrt. Vorgänger waren die Diakonie mit Sprecherin Barbara Eschen und Geschäftsführerin Anna-Katharina Dietrich (bis 2018), die Arbeiterwohlfahrt, und der Paritätischen Wohlfahrtsverband.

### Mitglied im EAPN
Die Nationale Armutskonferenz ist die deutsche Sektion des Europäischen Armutsnetzwerks EAPN (European Anti Poverty Network). Derzeit sind in der EAPN 31 nationale Netzwerke sowie Basisgruppen und 18 europäischen Organisationen zusammengeschlossen.

## Mitglieder
Die Nationale Armutskonferenz bildet sich aus fünf der sechs Wohlfahrtsverbände (es fehlt das Rote Kreuz), dem Bundesjugendring, dem Deutschen Gewerkschaftsbund und vielen weiteren Verbänden und Organisationen:

### Spitzenverbände
Arbeiterwohlfahrt Bundesverband e. V., Deutscher Caritasverband e. V., Paritätischer Gesamtverband e. V., Diakonisches Werk der EKD e. V., Zentralwohlfahrtsstelle der Juden in Deutschland e. V., Deutscher Bundesjugendring

### Fachverbände und Selbsthilfeorganisationen
Bundesarbeitsgemeinschaft Wohnungslosenhilfe, Bundesarbeitsgemeinschaft Schuldnerberatung, Armutsnetzwerk, Bundesarbeitsgemeinschaft Soziale Stadtentwicklung und Gemeinwesenarbeit, Bundesverband Deutsche Tafel e. V., Armut und Gesundheit in Deutschland e. V.,Bundesbetroffeneninitiative wohnungsloser Menschen (BBI e.V.), AG Schuldnerberatung der Verbände, Gesundheit Berlin-Brandenburg e.V.

### Gewerkschaften
Deutscher Gewerkschaftsbund mit allen Gewerkschaften.

### Organisationen mit Gaststatus
Sekretariat der Deutschen Bischofskonferenz, Evangelische Kirche in Deutschland (EKD), Deutsches Institut für Menschenrechte, sowie die Landesarmutskonferenz Berlin, Landesarmutskonferenz Mecklenburg-Vorpommern, die Saarländische Armutskonferenz, die Landesarmutskonferenz Niedersachsen, die Sächsische Armutskonferenz, die Landesarmutskonferenz Baden-Württemberg, das Aktionsbündnis Sozialproteste und der Internationale Bund (IB).